# Ugia geometroides
Ugia geometroides är en fjärilsart som beskrevs av Holland 1904. Ugia geometroides ingår i släktet Ugia och familjen nattflyn. Inga underarter finns listade i Catalogue of Life.